# SS Minnesotan
Pour les autres navires du même nom, voir USS Minnesota.
Le SS Minnesotan est un cargo construit en 1912 pour l'American-Hawaiian Steamship Company. Pendant la Première Guerre mondiale, il sert comme de navire de transport de l'armée des États-Unis dans l'Army Transport Service, sous l’appellation USAT Minnesotan, puis USS Minnesotan (ID-4545) lors de son service dans l'US Navy. Le Minnesotan est construit par la Maryland Steel Company pour l'American-Hawaiian Steamship Company, tout comme huit sisterships. Après sa mise en service, il est employé dans le service inter-côtier via l'isthme de Tehuantepec et le canal de Panama après son ouverture.
Pendant la Première Guerre mondiale, à partir de septembre 1917, l'USAT Minnesotan transporte des fournitures et des animaux vers la France. Il est transféré en août 1918 à l'US Navy, où il continue d'effectuer la même mission, mais après l'armistice, il est converti en transport de troupes et ramène plus de 8 000 soldats américains depuis la France vers les États-Unis. Rendu à l'American-Hawaiian Steamship Company en 1919, il reprend sa fonction de cargo de fret inter-côtier et par deux fois au moins, transporte des voiliers de course depuis la côte Est américaine vers la Californie.
Pendant la Seconde Guerre mondiale, le Minnesotan est réquisitionné par l'administration maritime de guerre américaine et navigue dans un premier temps entre New York et les ports des Caraïbes ports. À partir de la seconde moitié de 1943, le Minnesotan navigue entre les ports de l'océan Indien. L'année suivante, le cargo navigue entre New York et le Royaume-Uni, avant de retourner dans les Caraïbes. En juillet 1949, l'American-Hawaiian vend le Minnesotan à des propriétaires italiens qui le rebaptisent SS Maria Luisa R. ; il est démantelé en 1952 à Bari.